# Yu Ishizu
Yu Ishizu, född 8 april 1987, är en japansk bågskytt. Han deltog vid olympiska sommarspelen 2012.